# Mujeres en rojo
Mujeres en rojo es una serie de cortometrajes realizados especialmente para la televisión en el año 2003. Consta de cinco cortometrajes: Rojo Eva, Rojo fama, Rojo despedida, Rojo ahora y Rojo pasión; dirigidos por Paula Hernández, Albertina Carri, Ana Katz, Julia Solomonoff y Lucía Cedrón, respectivamente. Las cinco directoras fueron convocadas por la marca Sedal y transmitidos por Telefé. Se cuenta la historia de cinco mujeres con cabellos rojos, y se expresan las emociones relacionadas con este color mediante géneros como la comedia, el drama, el suspenso y la fantasía.